# Carlos Font
Carlos Font Puig (27 gennaio 1960) è un ex sciatore alpino andorrano.

## Biografia
Fratello di Miguel, a sua volta sciatore alpino, Font ai XII Giochi olimpici invernali di Innsbruck 1976, sua prima presenza olimpica, si classificò 62º nella discesa libera, 48º nello slalom gigante e 38º nello slalom speciale; ai successivi XIII Giochi olimpici invernali di Lake Placid 1980, sua ultima presenza olimpica, dopo esser stato portabandiera di Andorra durante la cerimonia di apertura si piazzò 35º nella discesa libera, 42º nello slalom gigante, 30º nello slalom speciale e 9º nella combinata valida soltanto ai fini dei Mondiali 1980. Non ottenne piazzamenti in Coppa del Mondo.